# C/2021 A1 (Leonard)
C/2021 A1 (Leonard) là một sao chổi chu kỳ dài đi vào được GJ Leonard phát hiện tại Đài quan sát Núi Lemmon vào ngày 3 tháng 1 năm 2021 (một năm trước điểm cận nhật) khi sao chổi cách Mặt Trời 5 AU (750 triệu km). Vào ngày 12 tháng 12 năm 2021, sao chổi sẽ cách Trái Đất 0,233 AU (34,9 triệu km) vào ngày 18 tháng 12 năm 2021 sẽ cách Sao Kim 0,028 AU (4,2 triệu km). Nó sẽ tiếp cận gần nhất với Mặt Trời vào ngày 3 tháng 1 năm 2022.